# Hromiwka (Henitschesk)
Hromiwka (ukrainisch Громівка; russisch Громовка Gromowka) ist ein Dorf in der ukrainischen Oblast Cherson mit etwa 2700 Einwohnern (2001).
Das erstmals 1793 als Ajirtscha (Аїрча) schriftlich erwähnte Dorf ist die einzige Ortschaft der gleichnamigen, 107,948 km² großen Landratsgemeinde im Süden des Rajon Nowotrojizke.
Die Ortschaft liegt auf einer Höhe von 6 m in 10 Kilometer Entfernung zur Küste des Sywasch, einem System flacher Buchten im Westen des Asowschen Meeres, 20 km südwestlich vom ehemaligen Rajonzentrum Nowotrojizke und etwa 165 km südöstlich vom Oblastzentrum Cherson.
Am 12. Juni 2020 wurde das Dorf ein Teil der neugegründeten Siedlungsgemeinde Nowotrojizke, bis dahin bildete es die gleichnamige Landratsgemeinde Hromiwka (Громівська сільська рада/Hromiwska silska rada) im Westen des Rajons Nowotrojizke.
Seit dem 17. Juli 2020 ist sie ein Teil des Rajons Henitschesk.